# Вверх тормашками (мультфильм)
«Вверх тормашками» (англ. Head Over Heels) — короткометражный британский мультфильм 2012 года, номинированный на премию «Оскар» 2013 года в категории «Лучший короткометражный анимационный фильм».

## Сюжет
После долгих лет совместной жизни, муж и жена Уолтер и Мэдж отдалились друг от друга: он живёт на полу, а она живёт на потолке. Они живут параллельными жизнями в одном доме, не разговаривая друг с другом. Однажды Уолтер, копаясь в своих инструментах, находит свадебные туфли Мэдж и решает починить их Мэдж в подарок, но она отвергает его и все выходит из равновесия. Пара должна найти способ, чтобы вернуть их брак обратно и жить вместе.

## Роли озвучили
- Найджел Энтони — Уолтер;
- Рут Райа МакКаул — Мэдж.